# Депутатський
69°18′39″ пн. ш. 139°58′52″ сх. д. / 69.310716° пн. ш. 139.981213° сх. д.
Депутатський - селище міського типу, адміністративний центр Усть-Янського району Республіки Саха (Якутія) Росія.

## Історія
Виник у зв'язку з відкриттям і розробкою родовищ олова. Статус селища міського типу — з 1958 року.
У 1993 та 2001 відбулися аварії на електростанції, що забезпечувала Депутатський теплом та енергією. В результаті селище двічі залишалося без світла, опалення та води посеред зими при температурі -40. У другий раз блага цивілізації були відсутні протягом 3 місяців. Люди почали кидати свої помешкання та шукати кращого життя деінде.
Про деталі аварії та те як люди пережили ці три місяці «зимового ув'язнення» розповів стендап-комік Сергій Орлов у своєму інтерв'ю журналісту Юрію Дудю.

## Населення
| 1959  | 1970  | 1979  | 1989    | 2002  | 2009  | 2010  |
| ----- | ----- | ----- | ------- | ----- | ----- | ----- |
| 1822  | ↗5262 | ↗5331 | ↗13 305 | ↘3602 | ↘3103 | ↘2983 |
| 2011  | 2012  | 2013  | 2014    | 2015  | 2016  | 2017  |
| ↗3005 | ↘2988 | ↘2940 | ↘2897   | ↘2831 | ↗2925 | ↗2967 |
| 2018  |       |       |         |       |       |       |
| ↘2932 |       |       |         |       |       |       |

## В культурі
Дія в автобіографічній повісті «РЖА» письменник Андрія Юрича відбувається в селищі Депутатський.
У своїх виступах його часто згадує комік Сергій Орлов, який родом звідси.

## Джерело
- Депутатский // Велика радянська енциклопедія: [у 30 т.] / гл. ред. А. М. Прохоров. — 3-е изд. — М. : Радянська енциклопедія, 1969—1978.
- terrus.ru -база даних Росії
- https://web.archive.org/web/20080405182954/http://www.sitc.ru/monitoring/ust-yana/deputatsk.shtml